# Max Sunyer
Max Sunyer o Max Suñé (Joaquim Sunyer: Pobla de Masaluca, de la Terra Alta, en la provincia de Tarragona, Cataluña, 1947) es un guitarrista español de rock, de jazz-rock y de jazz.
Su padre le inició en el estudio del solfeo y del violín a los 7 años. A los 14 años, ya en Barcelona, le vino el interés por la guitarra eléctrica. Autodidacta hasta entonces en el arte de tocar ese instrumento, en 1964 empezó a actuar con varios conjuntos de música de baile. Ampliaría sus conocimientos con los músicos que iba conociendo y con algún método de jazz de difícil obtención.
Desde 1968 hasta 1972 aprendió guitarra clásica con el maestro Gracià Tarragó (1892-1973), discípulo de Miquel Llobet. No dejó de lado por ello el mundo de la guitarra eléctrica; ni el del jazz, en el que poco a poco se iría introduciendo de manera profesional como compositor y como intérprete.

## La etapa de rock
Formó parte de grupos de rock que después serían auténticos referentes en el rock catalán y español en general:

### Con Vértice
Uno de esos grupos fue Vértice (1968-70), practicantes de un Blues rock con claras influencias de bandas anglosajonas como Ten Years After, Fleetwood Mac o Canned Heat, en el que también figuraban el cantante Jordi Querol y el baterista Josep Maria Vilaseca, alias "Tapi" y "Tapioles" (por vivir en la calle Tapioles, de Barcelona), que había tocado antes en Lone Star y en Máquina!. Max participó en la grabación del único disco de Vértice: un sencillo distribuido por Movieplay con las canciones Take Me Away (2:23) y You're Not Real (2:44).

### Con Tapiman
En 1971, Max tocaba en Tapiman, con el propio Tapi y con el bajista Pepe Fernández, que también había estado en Vértice. El nombre del grupo se componía del apodo de Josep Maria Vilaseca más las iniciales del guitarrista anterior: Miguel Ángel Núñez, con el que habían grabado ese mismo año el sencillo con las canciones Hey You y Sugar Stone, de un estilo entre el hard rock y el rock progresivo. Con Tapiman, Max grabó el disco LP homónimo, publicado por EDIGSA; netamente adscribible al hard rock y uno de los primeros ejemplos históricos del género en el rock español y catalán. En la reedición de 1993, se añadirían las canciones del sencillo.
Sin salir a su nombre, el grupo grabó en 1972 con la voz de Jordi Querol un disco LP cuya música consistía en versiones de canciones clásicas de rock and roll, de blues y de rhythm and blues: Jailhouse Rock (Jerry Leiber y Mike Stoller), What'd I Say (Ray Charles), Carol (Chuck Berry), Kansas City (Jerry Leiber y Mike Stoller), Tutti Frutti (Little Richard), Long Tall Sally (Robert "Bumps" Blackwell, Enotris Johnson y Little Richard), Blue Suede Shoes (Carl Perkins), Dust My Blues (un estándar de blues de título Dust My Broom, de Robert Johnson), Roll over Beethoven (Chuck Berry), Rock & Roll Music (Ch. Berry). El título original del disco era Rock & Roll Music, y fue publicado por el sello independiente Joint. El disco sería reeditado en CD por la casa PDI con el título Max Sunyer 1972. Ese mismo año se disolvería el grupo, al parecer por diferencias en cuanto a la seriedad con que se lo tomaban unos componentes y otros.

## Origen de Iceberg
Max pasó a formar parte de Kroners, grupo que acompañaba a Tony Ronald (Tony Ronald y los Kroners) y que sería el germen de Iceberg. Allí estuvieron Josep Mas "Kitflus", Francis Rabassa (baterista que formaría parte del grupo Barcelona Traction y acompañaría después a Serrat), Jordi Colomer (futuro baterista de Iceberg), Primitivo Sancho (futuro bajista de Iceberg), Ángel Riba (futuro cantante y multinstrumentista de Iceberg), Frank Mercader y Santi Picó. El nombre del grupo de acompañamiento ya lo había empleado antes Tony Ronald para un dúo que había formado con José Luis Bolívar y que se había repartido el éxito con el Dúo Dinámico.
Tony Ronald dejó de cantar una temporada para dedicarse a producir discos, y fue entonces, en 1974, cuando algunos de los Kroners formaron Iceberg.

## Después de Iceberg
A partir de 1979, Max Sunyer se dedicaría a actuar con varias agrupaciones, la más habitual de ellas en forma de trío, sobre todo con el bajista Carles Benavent y el baterista Salvador Niebla.
En 1982, formó el grupo Pegasus con Kitflus, el bajista Rafael Escoté y el baterista Santi Arisa.
En 1985 obtuvo el Gran Premio del Disco de la Generalidad de Cataluña.
En 1986 recibió los siguientes galardones:
- Premio "Jazz en vivo", de la revista Quàrtica Jazz.
- Premio de Televisión Española.
- Premio de Radio Nacional de España.

En 1999, fundó el grupo Guitarras Mestizas, con el que ha grabado dos CD dobles. El grupo es un quinteto de guitarras que se dedica a diversos estilos musicales: jazz, blues, flamenco, heavy y otros estilos de rock.

## Otras actividades
- Profesor del Centro de Estudios Musicales (Centre d’Estudis Musicals) del Barrio de La Ribera durante 1980 y 1981.
- Desde 1984, imparte clases magistrales y dirige seminarios por toda España.
- Director académico del Aula de Música Moderna y Jazz (Aula de Música Moderna i Jazz) del Conservatorio Superior de Música del Liceo desde el 2002 hasta el 2004.
- Director del área de jazz y música moderna del ciclo de estudios superiores del mismo centro en el 2004.
- Director Musical de los 12 primeros números de las publicaciones Revista de Jazz y Bajista.
- Director, realizador y presentador del programa de radio iJazzClub, de la emisora iCat fm desde abril de 2006.
- Presidente de la Asociación de Músicos de Jazz y Música Moderna de Cataluña (Associació de Músics de Jazz i Música Moderna de Catalunya / AMJM) desde 2004.
- Vicepresidente de la Unión de Músicos de Cataluña (Unió de Músics de Catalunya / UMC) desde 2004 hasta 2009. Hoy en día es el presidente.
- Desde 1987 hasta el 2001 ha formado parte de la junta directiva de la SGAE.
- Desde 1989 hasta 1998 formó parte del consejo de administración de la sociedad de gestión Artistas Intérpretes o Ejecutantes (AIE).[13]
- Miembro del Consejo de Cultura de Barcelona (Consell de Cultura de Barcelona / CCB).

## Discografía parcial

### Max Sunyer
- Babel (1979)
- Jocs privats (1980)
- Trio (1981)
- Ficcions (1984)
- Silencis (1988)
- Sal marina (1989)
- Nòmades  (1992)
- Ficcions Special Edition + bonus tracks (1993)
- 1972 (1994)
- Arroz con costra (con José Luis Santacruz) (1995)
- Black Coral (1995)
- Nuestro río (con José Luis Santacruz) (2002)
- MaxSunyerSecrets (2006)

### Vértice
- Vértice (1970)

### Tapiman
- Tapiman (1972)
- Rock & Roll Music (1972)

### Iceberg
- Tutankhamon (1975)
- Coses nostres (1976)
- Sentiments (1977)
- En directe (1978)
- Arc-en-ciel (1979)

### Pegasus
- Nuevos encuentros (1982)
- Comunicació (1983)
- Communication (1985, Alemania)
- Montreux Jazz Festival (1984)
- Searching (1985)
- Simfonia d´una gran ciutat (1986)
- Còctel (1988)
- El setè cercle (1990)
- Selva pagana (1997)
- La prehistòria/Maquetes primigenies (2001)

### Guitarras mestizas
- Guitarras mestizas (1999)
- Delta 2000 (2000)

### Participación en grabaciones de otros artistas
- We Are Digging The Beatles (Peter Roar y Lucky Guri) - 1972. "Peter Roar" es Peter Rohr, saxofonista del grupo Máquina! Lucky Guri es pianista y teclista; es conocido sobre todo por su trabajo en el grupo Barcelona Traction, en Música Urbana y como acompañante de Joan Manuel Serrat.
- Canarios vivos (Los Canarios) - 1972
- Ara va de rock (Ara va de bó) - 1977
- Montecristo - 1978
- Barriu chinu (Tribu) - 1978. Tribu es un grupo dirigido por Santi Arisa.
- I’m the boss (Tito Duarte) - 1979
- El ombligo de Andalucía (Paco Herrera) - 1980
- Seis por seis - 1982
- Carles Benavent (Carles Benavent) - 1983
- 25 anys Arisa music show (Santi Arisa) - 1986
- Mantequilla (Salvador Font el padre) - 1987. El violinista y anteriormente saxofonista Salvador Font, alias "Mantequilla" es el padre del homónimo baterista de Música Urbana.
- Moments (Calitja jazz) - 1992
- Al límite, vivo y salvaje (Ramoncín)	 - 1991
- Azul (Salvador Niebla) - 1997
- 6666 (Andreu Jacob)- 1998
- Dragon Dream (Andreu Jacob) - 2000
- Digital loneliness  (www.andreujacob.net (enlace roto disponible en Internet Archive; véase el historial, la primera versión y la última).) - 2001

Además ha participado en la grabación de un centenar de discos sencillos y de unos 70 LP de otros artistas; entre ellos, Joan Manuel Serrat, Pau Riba, Ia & Batiste y Los Amaya. También ha trabajado en la grabación de bandas sonoras de películas; entre ellas, Bilbao (Bigas Luna), 3 por 4 (Manuel Iborra, 1981), El extranger-oh! de la calle Cruz del Sur (Jorge Grau, 1987) y Quimera (Carlos Pérez Ferré, 1988).

## Premios

### Con Iceberg
- Premio del diario Ya al mejor grupo de 1976.
- Premio del diario La voz de España al mejor grupo de 1976.
- Premio de Radio Popular de San Sebastián al mejor grupo de 1976.
- Mejor grupo nacional de la temporada 1976-1977, por votación de los lectores de la revista Popular 1.
- Número 1 en el European Pop Jury de Suecia en 1977.
- Mejor grupo nacional en directo en 1976, 1977 y 1978.

### A título personal
- Mejor guitarrista nacional de 1976, 77, 78 y 79 por votación de los lectores de Popular 1.
- Mejor guitarrista nacional de 1980 por votación de la crítica del diario El País en la sección Estos son los que suenan.
- Premio Personaje Destacado en la programación de Radio Juventud de Madrid (RTVE) en 1981.

### Con Pegasus
- Primer puesto en el Premio del disco de la Generalidad de Cataluña (Premi del Disc de la Generalitat de Catalunya) en 1985.
- Premio Piano, de Sabadell, al mejor grupo de 1985.
- Premio Quàrtica Jazz al mejor grupo nacional de 1986, por votación de los lectores.
- Premio ARC al mejor grupo de jazz del 2009.